# Уэтаскивин
Уэтаскивин (wɛˈtæskəwən, англ. Wetaskiwin) — город в Альберте, Канада. Находится примерно в 70 км к югу от Эдмонтона по дороге в Калгари. Название города происходит от слова на языке кри wītaskīwin-ispatinaw («холм мира»).
Уэтаскивин находится на месте, где в мезозое находилось побережье океана, который в то время покрывал большую часть Альберты. Северо-западная часть Уэтаскивина характеризуется песчаными холмами, а область на юго-востоке — плоская и довольно илистая.
Границы города примерно совпадают с одноимённым избирательным округом. Как и большинство сельских жителей провинции Альберта, Уэтаскивин очень консервативен при голосовании. На канадских выборах 2004 г. местный кандидат от консерваторов получил почти 74 % поданных голосов, а кандидат от либералов — чуть меньше 12 %.
В Уэтаскивине находятся Музей Рейнольдса-Альберты, большой музей индустриализации Альберты и Зал славы авиации Канады.
Уэтаскивин отличается самым большим количеством проданных автомобилей на душу населения в Канаде. Это в значительной степени достигается за счет сотрудничества между автомобильными дилерами на так называемой «Автомобильной миле».

## Демография
Согласно переписи 2016 года население города составляло 12 655 человек.   По сравнению с последней переписью 2011 года население увеличилось всего на 1,0 %, что значительно ниже среднего показателя по провинции, при этом население Альберты увеличилось на 11,6 %.

## Известные жители города
- Вэл Фонтейн (1959 г.р.), хоккеист
- Джексон Дэвис (1950 г.р.), актёр
- Келли Кисио (1959 г.р.), хоккеист
- Бретт Глэдман (* 1966), профессор физики и астрономии
- Мартин Зонненберг (* 1978), хоккеист